# Ко Джон Ун
Ко Джон Ун (кор. 고정운; 27 июня 1966, Ванджу, Республика Корея) — южнокорейский футболист, играл на позиции полузащитника. По завершении игровой карьеры — тренер.
Выступал за клубы «Соннам» и «Пхохан Стилерс», а также национальную сборную Южной Кореи.

## Клубная карьера
Родился 27 июня 1966 года в городе Ванджу. Карьеру футболиста начал выступлениями за юношескую команду университета Конкук.
В профессиональном футболе дебютировал в 1989 году выступлениями за команду клуба «Соннам», в котором провёл семь сезонов, приняв участие в 173 матчах чемпионата. Большинство времени, проведённого в составе «Соннам», был основным игроком команды.
В течение 1997—1998 годов играл в Японии, где защищал цвета команды клуба «Сересо Осака».
В состав клуба «Пхохан Стилерс» присоединился в 1998 году, а в 2001 году завершил игровую карьеру, отыграв за пхоханскую команду 35 матчей в национальном чемпионате.

## Выступления за сборную
В 1989 году дебютировал в официальных матчах в составе национальной сборной Южной Кореи. Провёл в форме главной команды страны 77 матчей, забив 10 голов.
В составе сборной был участником чемпионата мира 1994 года в США, а также Кубка Азии по футболу 1996 года в ОАЭ.